# Universal Flash Storage
Universal Flash Storage – specyfikacja określająca rodzaj wbudowanej pamięci flash dla aparatów cyfrowych, telefonów komórkowych oraz innych urządzeń konsumenckich. Głównym jej założeniem jest osiągnięcie wysokiej szybkości transferu danych oraz niezawodności pamięci flash, przy jednoczesnym ustandaryzowaniu formatu kart w celu uniknięcia stosowania adapterów dla różnych typów kart.
Proponowana specyfikacja pamięci jest używana przez wiodących producentów elektroniki, takich jak Nokia, Sony Ericsson, Texas Instruments, STMicroelectronics, Samsung, Micron, SK Hynix. UFS pozycjonowany jest jako następca dla eMMC oraz kart SD. Interfejs elektryczny dla UFS wykorzystuje technologię M-PHY, opracowaną przez MIPI Alliance, jest to szybki interfejs szeregowy osiągający prędkość 2,9 Gbit/s lub nawet do 5,8 Gbit/s na ścieżkę z podwyższoną skalowalnością. UFS implementuje szeregowy interfejs LVDS, który umożliwia lepsze skalowanie do wyższych przepustowości niż 8-liniowy interfejs równoległy eMMC. W przeciwieństwie do eMMC, Universal Flash Storage bazuje na modelu architektonicznym SCSI i TCQ SCSI.
Kernel Linux obsługuje UFS.

## Karty UFS
30 marca 2016 organizacja JEDEC opublikowała wersję 1.0 standardu UFS Card Extension Standard.
W marcu 2016 organizacja JEDEC opublikowała wersję 2.1 standardu UFS Host Controller Interface standard.
7 lipca 2016 Samsung zaprezentował pierwsze karty UFS o pojemnościach 32, 64, 128, 256 GB. Przedstawione karty zostały oparte na standardzie UFS 1.0. Wersja o pojemności 256 GB oferuje wydajność w odczycie sekwencyjnym do 530 MB/s oraz 170 MB/s w zapisie sekwencyjnym. Wydajność w pomiarze losowym wynosi 40,000 IOPS w odczycie oraz 35,000 IOPS w zapisie.
17 listopada 2016 Qualcomm ogłosił pojawienie się SoC Snapdragon 835 z obsługą UFS 2.1. Snapdragon 835 obsługuje także karty SD 3.0 oraz USB 3.1 typu C.
Wersja 1.1 standardu UFS Card Extension została opublikowana 30 stycznia 2018 i obejmuje drobne poprawki oraz zmiany względem poprzedniej wersji.

## Porównanie wersji

### UFS
| UFS                                | 1.0              | 1.1             | 2.0              | 2.1         | 3.0              | 4.0              |
| ---------------------------------- | ---------------- | --------------- | ---------------- | ----------- | ---------------- | ---------------- |
| Data wydania                       | 24 stycznia 2011 | 25 czerwca 2012 | 18 września 2013 | 4 maja 2016 | 30 stycznia 2018 | 17 sierpnia 2022 |
| Przepustowość na linii             | 300 MB/s         | 300 MB/s        | 600 MB/s         | 600 MB/s    | 1450 MB/s        | 2900 MB/s        |
| Maksymalna liczba linii            | 1                | 1               | 2                | 2           | 2                | 2                |
| Maksymalna całkowita przepustowość | 300 MB/s         | 300 MB/s        | 1200 MB/s        | 1200 MB/s   | 2900 MB/s        | 5800 MB/s        |
| Wersja M-PHY                       |                  |                 | 3.0              | 3.0         | 4.1              | 5.0              |
| Wersja UniPro                      |                  |                 | 1.6              | 1.6         | 1.8              | 2.0              |

### Karty UFS
| Karta UFS                          | 1.0              | 1.1              | 2.0       |
| ---------------------------------- | ---------------- | ---------------- | --------- |
| Data wydania                       | 30 stycznia 2016 | 30 stycznia 2018 |           |
| Przepustowość na linii             | 600 MB/s         | 600 MB/s         | 1200 MB/s |
| Maksymalna liczba linii            | 1                | 1                | 1         |
| Maksymalna całkowita przepustowość | 600 MB/s         | 600 MB/s         | 1200 MB/s |
| Wersja M-PHY                       | 3.0              | 3.0              |           |
| Wersja UniPro                      | 1.6              | 1.6              |           |